# Nordagutu (stacja kolejowa)
Nordagutu – stacja kolejowa w Sauherad, w regionie Telemark w Norwegii, jest oddalona od Oslo o 146 km.

## Położenie
Jest końcową stacją linii Bratsbergbanen, stanowi połączenie z Sørlandsbanen. Leży na wysokości 112 m n.p.m.

## Obsługa pasażerów
Poczekalnia, ułatwienia dla niepełnosprawnych, parking na 24 miejsca, parking rowerowy, przystanek autobusowy, postój taksówek.